# Chirk

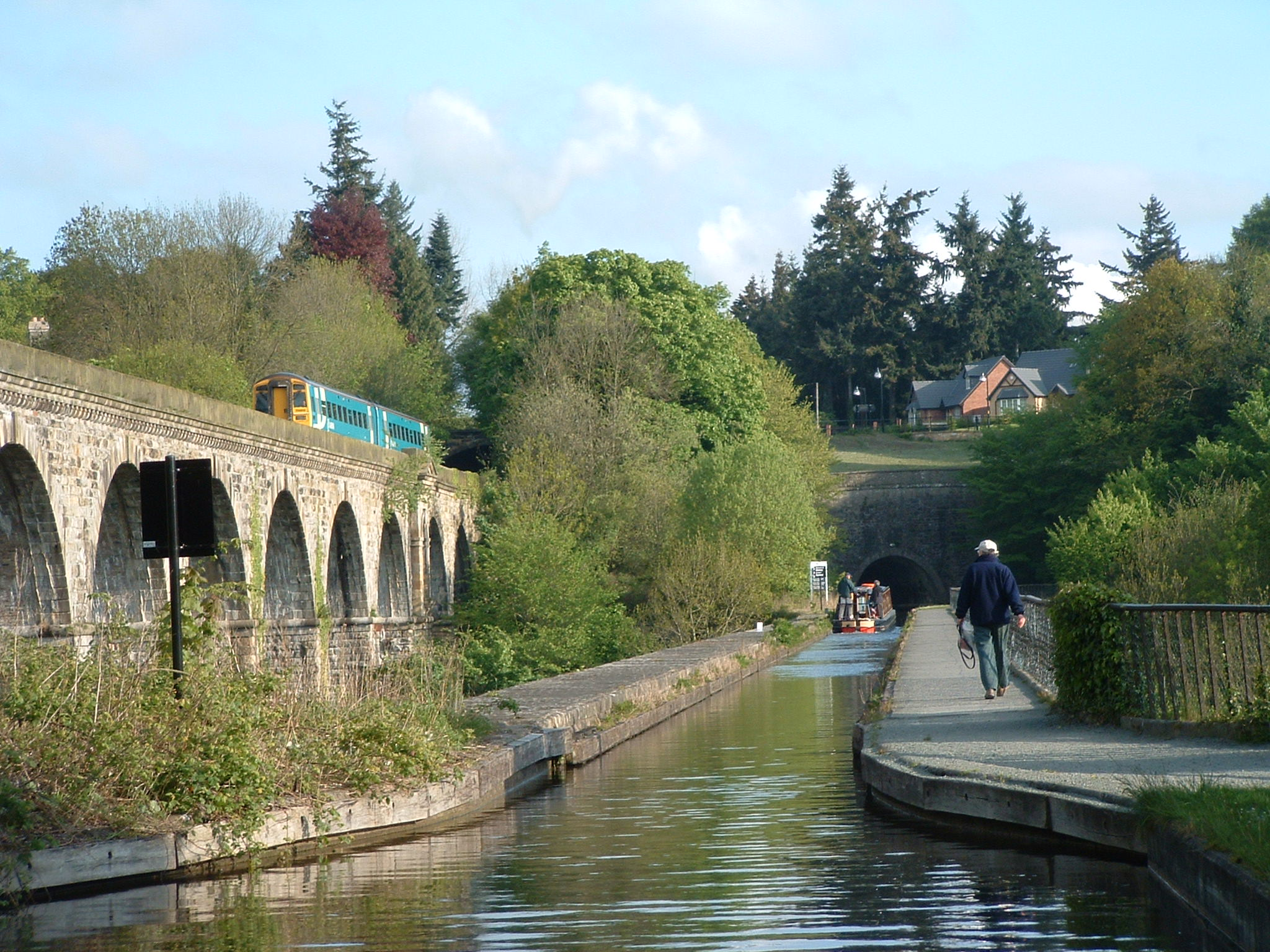
Una vista de la acueducto de Chirk.

Chirk (idioma galés: Y Waun) es una villa galesa en el sur del Wrexham County Borough en el condado de Clwyd. Está al lado del río Ceiriog, un tributario del río Dee. Al otro lado del Ceiriog está el condado inglés de Shropshire. En el censo de 2001 Chirk tenía una población de 3.883.
Chirk es el nombre adaptado al inglés del río Ceiriog. Durante la época normanda, Chirk era la capital del señorío de Chirkland. Su nombre galés, Y Waun, significa El Brezo en español.
El Castillo de Chirk fue construido probablemente por Roger Mortimer de Chirk en 1282 durante la conquista de Gales por el rey Eduardo I de Inglaterra. Actualmente, es una casa solariega. El Acueducto de Chirk fue construido entre 1796 y 1801 y fue diseñado por Thomas Telford y William Jessop. La minería del carbón fue la industria principal en Chirk desde 1622 hasta 1968. Actualmente, existe una fábrica de chocolate de Cadbury en la villa.